# Kirsten Justesen
Kirsten Justesen (Odense, Dinamarca, 1943) és una artista danesa.
L'any 1968 Kirsten Justesen va començar a utilitzar el seu cos com a forma escultòrica, mentre que la seva creixent conscienciació feminista també qüestionava les diferents tradicions històriques i artístiques. A Sculpture #2 (Escultura núm. 2) es pot veure una foto que mostra una dona nua embotida en una caixa de cartró que pràcticament omple amb el seu cos; la foto està muntada damunt d'una caixa oberta. El títol original de l'obra, Kasse (Caixa), fa referència a l'afinitat de l'art minimalista, contemporani de l'època, per les estructures primàries simples. Aquesta aproximació a l'art la formulaven principalment homes, a qui Justesen llença un repte per mitjà del seu propi cos nu. L'estudiosa del cinema Laura Mulvey ho va explicar amb aquestes paraules: «En la cultura patriarcal, la dona és el significant de l'alteritat de l'home, lligada a un ordre simbòlic en el qual els homes poden viure les seves fantasies i obsessions projectant-les en la imatge de la dona silenciosa, a la qual s'atribueix el paper de portadora de sentit i no el de productora».